# ロールス・ロイス テイ
RB.183 テイ（英語：RB.183 Tay ）はロールス・ロイスがスペイを元に小型化したRB211エンジンの低圧圧縮機を組み込んでできたターボファンエンジンでバイパス比は3.1:1またはそれ以上である。エンジンは1984年に8月に最初の運転を行った 。名称はウェランド開発時の故事にならいテイ川に由来する。
テイシリーズはガルフストリーム IV, フォッカー 70やフォッカー 100、更に後期型のエンジンを換装したボーイング727-100に等の旅客機や大型のビジネスジェットに搭載された。

## 派生型

### テイ 611-8
元々は610-8として設計されたが、現在では611-8が標準として販売されている。最新の形式は高圧ノズルボックスが改良された611-8Cで鋳造の第一高圧タービンブレードと650-15からの大型のファンとバイパスダクトとFADECを装着する。
全てのテイは22枚のチタン製のファンブレード、3段の中圧圧縮機(ファンと同軸)、12段の高圧圧縮機、2段の高圧タービン、3段の低圧タービンを備える。
- 推力：13,850 lbf (62 kN)
- 搭載機：テイ 611 は1987年からガルフストリーム IV/IV-SPに導入された。

### テイ 620-15
620-15は本質的には611-8と同様で650-15と外観が似ている。
- 推力：13,850 lbf (62 kN)[2][3]
- 搭載機：1994年からフォッカー 70,1998年からフォッカー 100に搭載

### テイ 650-15
- 推力：15,100 lbf (67 kN)
- 搭載機：原型はBAC 1-11の換装用に設計された。 (650-14,は2基のみ製造、両方とも650-15に標準化改造),  650-15は1989年からフォッカー 100で運用開始。

### テイ 651-54
651-54は内部が本質的に650-15である。燃料流量を調整することで推力を増やしている。
- 推力：15,400 lbf (69 kN)
- 搭載機：1992年からボーイング 727-100に搭載。 3基のJT8D-7から3基のテイ 651-54への換装が今では倒産したテキサス州サンアントニオのDee Howard Aircraft Maintenance Company でユナイテッド・パーセル・サービス向けに実施された。1機のプライベート727も換装された。オーストラリアでカジノとして使用されている。

### 記述
1. ↑  Gunston 1989, p.153.
2. ↑  Rolls-Royce data sheet
3. ↑  FAA Type Certificate Data Sheet

### 履歴
- FAA Type Certificate Data Sheet
- Gunston, Bill. World Encyclopedia of Aero Engines. Cambridge, England. Patrick Stephens Limited, 1989. ISBN 1-85260-163-9
- Rolls-Royce plc, Tay data sheet